# Hermann Swoboda (Zeitschriftengründer)
Hermann Swoboda (* 1946; † 16. Januar 2006 in München) war ein deutscher Mitbegründer und Namenserfinder der Münchner Obdachlosenzeitschrift BISS.
Swoboda, der in jungen Jahren als Geschäftsmann in Konkurs gegangen war, schrieb für BISS, verkaufte die Zeitschrift selbst und tat sich auch immer wieder als Ideengeber hervor. Trotz des Erfolges der Zeitschrift betrachtete er seine Idee, eine breite Leserschaft über die Rechte und Probleme sozialschwacher Bürger aufzuklären, zunehmend für unverwirklicht. Sein persönlicher Eindruck, dass die Zeitschrift eher Käufer eines Bettelinstruments anstelle von Lesern erreichen würde, führte dazu, dass er später nur noch die Kolumne "Filser", später gar keine Artikel mehr für die Biss schrieb.
BISS war zum Zeitpunkt seines Todes die Obdachlosenzeitschrift mit der zweithöchsten Auflage in Deutschland. Für BISS setzte sich auch Rudolph Moshammer ein, u. a. noch postum durch einen Teil seines Erbes. Herrmann Swoboda wurde auf dem Ostfriedhof in München beigesetzt.